# Toskansko otočje
Toskansko otočje ali Toskanski arhipelag (izvirno italijansko Arcipelago Toscano) je veriga otokov med Ligurskim morjem in Tirenskim morjem na zahodu Toskane v Italiji.
Otočje sestoji iz otokov Elbe (največji otok v otočju), Pianose, Capraie, Montecrista, Giglia, Gorgone in Giannutrija, vsi so zaščiteni kot Narodni park Toskansko otočje. 
Zaradi bližine nekaterih velikih mest so otoki postali turistična znamenitost. Zgodovina in literatura sta poskrbeli, da je večina ljudi seznanjenih predvsem z otokoma Elbo in Montecristom. 
| Otok        | km²     | Prebivalcev |
| ----------- | ------- | ----------- |
| Elba        | 224     | 30 000      |
| Pianosa     | 10      | 0           |
| Capraia     | 19      | 366         |
| Montecristo | 13      | 0           |
| Giglio      | 24      | 1553        |
| Gorgona     | 2       | 220         |
| Giannutri   | 3       | 102         |
| Skupaj:     | 295 km² | 31 875      |